# Cagnotte
Cagnotte is een gemeente in het Franse departement Landes (regio Nouvelle-Aquitaine) en telt 641 inwoners (2005). De plaats maakt deel uit van het arrondissement Dax.

## Geografie
De oppervlakte van Cagnotte bedraagt 14,9 km², de bevolkingsdichtheid is 43,0 inwoners per km².
De onderstaande kaart toont de ligging van Cagnotte met de belangrijkste infrastructuur en aangrenzende gemeenten.

## Demografie
Onderstaande figuur toont het verloop van het inwonertal (bron: INSEE-tellingen).